# 11948 Justinehénin
11948 Justinehénin eller 1993 QQ4 är en asteroid i huvudbältet som upptäcktes den 18 augusti 1993 av den belgiske astronomen Eric W. Elst vid CERGA-observatoriet. Den är uppkallad efter tennisspelaren Justine Henin.
Den tillhör asteroidgruppen Themis.